# David Blaine
David Blaine (Brooklyn, Nova Iorque, 4 de abril de 1973) é um mágico, Ilusionista e artista americano. Ele é mais conhecido por suas proezas de resistência, além de ter estabelecido e quebrado vários recordes mundiais.
Blaine inovou a forma como a magia é mostrada na televisão, concentrando-se nas reações do espectador. Sua ideia era virar a câmera para as pessoas que assistiam e não para o performer, para fazer o público assistir ao público.

## Juventude
Blaine nasceu e foi criado no Brooklyn, em Nova York. É filho de mãe solteira, Patrice White, uma professora de ascendência judia russa. Seu pai é um veterano da Guerra do Vietnã de origem porto-riquenha e italiana. Quando Blaine tinha quatro anos, ele viu um mágico fazendo mágica no metrô. Isso despertou um interesse vitalício para ele. Ele foi criado por sua mãe solteira e frequentou muitas escolas no Brooklyn. Quando ele tinha 10 anos, sua mãe se casou com John Bukalo e eles se mudaram para Little Falls, Nova Jersey, onde ele estudou na Passaic Valley Regional High School. Quando Blaine tinha 17 anos, ele se mudou para Manhattan, Nova York.

## Especiais para TV (1997)
Em 19 de maio de 1997, no primeiro especial de televisão de Blaine, David Blaine: Street Magic, foi ao ar na ABC. "Isso realmente abre novos caminhos", disse Penn Jillette da Penn and Teller. Quando questionado sobre o seu estilo de performance, Blaine explicou: "Eu gostaria de trazer a magia de volta ao lugar que costumava ser 100 anos atrás." A revista Time comentou: "Sua maneira enganosamente discreta e ultra colada deixa os espectadores mais maravilhados e deslumbrado".
Em Magic Man, Blaine é mostrado viajando por todo o país, entretendo pedestres desavisados em Atlantic City, Compton, Dallas, no Deserto de Mojave, na cidade de Nova York e em São Francisco, gravado por uma pequena equipe com câmeras portáteis. Jon Racherbaumer comentou: "Não se engane, o foco deste show, meninos e meninas, não é Blaine. É realmente sobre proxêmica teatral; sobre o show dentro de um show e as reações viscerais espontâneas das pessoas ficando atônita". O USA Today chamou Blaine de "o nome mais quente da magia no momento".

## Desafios

### Enterrado vivo (1999)
Em 5 de abril de 1999, Blaine foi colocado em uma caixa de plástico subterrânea sob um tanque cheio de água de 3 toneladas por sete dias, em frente ao Riverside South na rua 68 com a Riverside Drive, como parte de uma manobra intitulada "Buried Alive" (Enterrado vivo). De acordo com a CNN, "a única comunicação de Blaine com o mundo exterior era por uma campainha manual, que poderia alertar uma equipe de emergência 24 horas por dia". A BBC News informou que o caixão de plástico tinha seis polegadas (150 milímetros) de altura livre e duas polegadas (51 milímetros) de cada lado.
Estima-se que 75.000 pessoas visitaram o local, incluindo Marie Blood, sobrinha de Harry Houdini, que disse: "Meu tio fez algumas coisas incríveis, mas ele não poderia ter feito isso". No último dia da façanha, 12 de abril, centenas de equipes de notícias estavam estacionadas no local para a abertura do caixão. Uma equipe de trabalhadores da construção civil removeu uma parte dos 75 pés cúbicos (2,1 m3) de cascalho ao redor do caixão de 6 pés (1,8 metros) de profundidade antes que um guindaste erguesse o tanque de água. Blaine apareceu e disse à multidão: "Eu vi algo muito profético ... uma visão de cada raça, cada religião, cada grupo de idade se unindo, e isso fez tudo isso valer a pena." A BBC News declarou: "O mágico de 26 anos superou seu herói, Harry Houdini, que planejou um feito semelhante, mas morreu em 1926 antes de poder realizá-lo".

### Congelado no tempo (2000)
Em 27 de novembro de 2000, Blaine realizou uma acrobacia chamada Frozen in Time (Congelado no tempo), onde tentou e não conseguiu ficar em um grande bloco de gelo localizado na Times Square, na cidade de Nova York, por 72 horas. Foi realizado como um especial de TV. Ele estava vestido com roupas leves e parecia estar tremendo antes mesmo dos blocos de gelo serem colocados ao seu redor. Um tubo fornecia-lhe ar e água, enquanto sua urina era removida com outro tubo. Ele ficou preso na caixa de gelo por 63 horas, 42 minutos e 15 segundos antes de ser removido com serras de corrente. O gelo era transparente e repousava em uma plataforma elevada para mostrar que ele estava realmente dentro do gelo o tempo todo. Ele foi removido do gelo e levado ao hospital por temor de que pudesse entrar em estado de choque. O New York Times relatou: "O mágico que emergiu da caixa de gelo cada vez mais instável parecia uma sombra do sujeito confiante, robusto e sem camisa que entrou dois dias antes." Blaine disse mais tarde que levou um mês para se recuperar totalmente e que ele não tinha planos de tentar uma façanha dessa dificuldade no futuro. Em 2010, um mágico de Israel chamado Hezi Dean quebrou o recorde de Blaine quando ficou preso em um bloco de gelo por 66 horas.

### Vertigo (2002)
Em 22 de maio de 2002, um guindaste ergueu Blaine em um pilar de 30 m de altura 0,56 m de largura no Bryant Park, na cidade de Nova York. Ele não estava preso ao pilar, embora houvesse duas alças retráteis de cada lado dele para lhe segurar em caso de mau tempo. Ele permaneceu no pilar por 35 horas. Ele terminou a façanha pulando em uma plataforma de pouso feita de uma pilha de caixas de papelão de 3,7 m de altura e sofreu uma leve concussão. Mais tarde, ele disse durante sua palestra no TED de 2010 que havia sofrido de alucinações severas nas horas finais dessa acrobacia, fazendo com que os edifícios e estruturas ao seu redor parecessem cabeças de animais.

### Na caixa (2003)

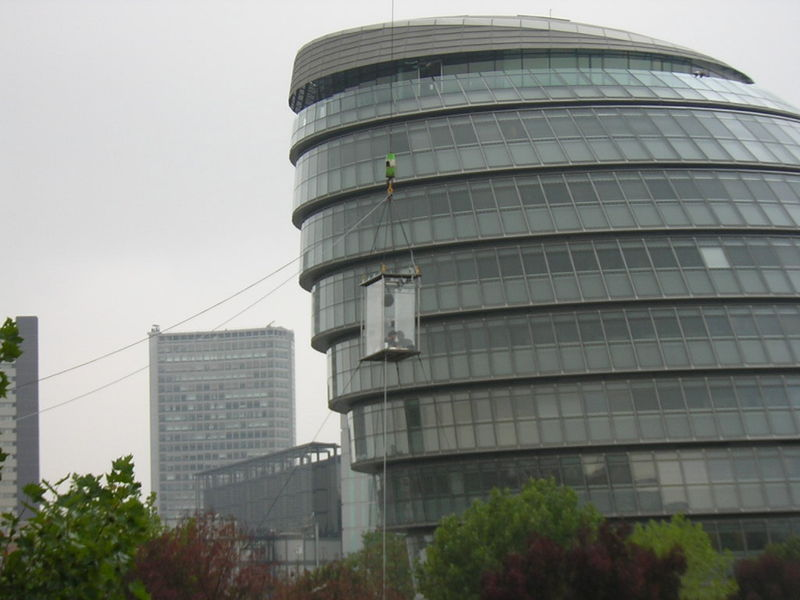
David suspenso sobre Londres em 2003

Em 5 de setembro de 2003, Blaine começou uma acrobacia de resistência na qual foi lacrado dentro de uma caixa de acrílico transparente. A caixa foi suspensa a 9,1 metros de altura próximo ao Potters Fields Park na margem sul do rio Tâmisa, em Londres, e medindo 3 pés (0,9 metros) por 7 pés (2,1 metros) por 7 pés (2,1 metros). Uma webcam foi instalada dentro da caixa para que os telespectadores pudessem observar seu progresso. A façanha durou 44 dias, durante os quais Blaine bebeu 4,5 litros de água por dia e não comeu.
A façanha foi assunto de interesse público e atenção da mídia. O The Times relatou que "1.614 artigos na imprensa britânica fizeram referência à façanha". O então presidente dos Estados Unidos, George W. Bush, referiu-se à façanha de Blaine em um discurso no Palácio de Whitehall em Londres, dizendo: "O último americano notável a visitar Londres ficou em uma caixa de vidro pendurada sobre o Tâmisa". Vários espectadores jogaram comida e outros itens na caixa, incluindo ovos, balões cheios de tinta e bolas de golfe, de acordo com o The Times. Um hambúrguer foi levado até a caixa por um helicóptero de controle remoto como uma provocação. O Evening Standard relatou que um homem foi preso por tentar cortar o cabo que fornecia água para a caixa de Blaine.
Em 25 de setembro, a BBC News informou que "se seu teste de resistência é real, em vez de uma ilusão elaborada", então a afirmação de Blaine estar sentindo gosto de um doce de pera indica que ele está avançando através do primeiro estágio de fome. Um médico disse que o sabor é causado por corpos cetônicos, que são produzidos quando o corpo queima as reservas de gordura.
A façanha terminou em 19 de outubro, e Blaine apareceu dizendo "Eu amo todos vocês!" e foi posteriormente hospitalizado. O New England Journal of Medicine publicou um artigo que documentou seu jejum de 44 dias e afirmou que sua realimentação foi talvez a parte mais perigosa da façanha. O estudo relatou: "Ele perdeu 24,5 kg — ‌25 por cento de seu peso corporal original‍ — ‌e seu índice de massa corporal caiu de 29,0 para 21,6. Sua aparência e índice de massa corporal após o jejum não teriam, por si só, nos alertado sobre os riscos da realimentação. Apesar do manejo cauteloso, ele tinha hipofosfatemia e retenção de líquidos, elementos importantes da síndrome de realimentação".

### Submerso (2006)

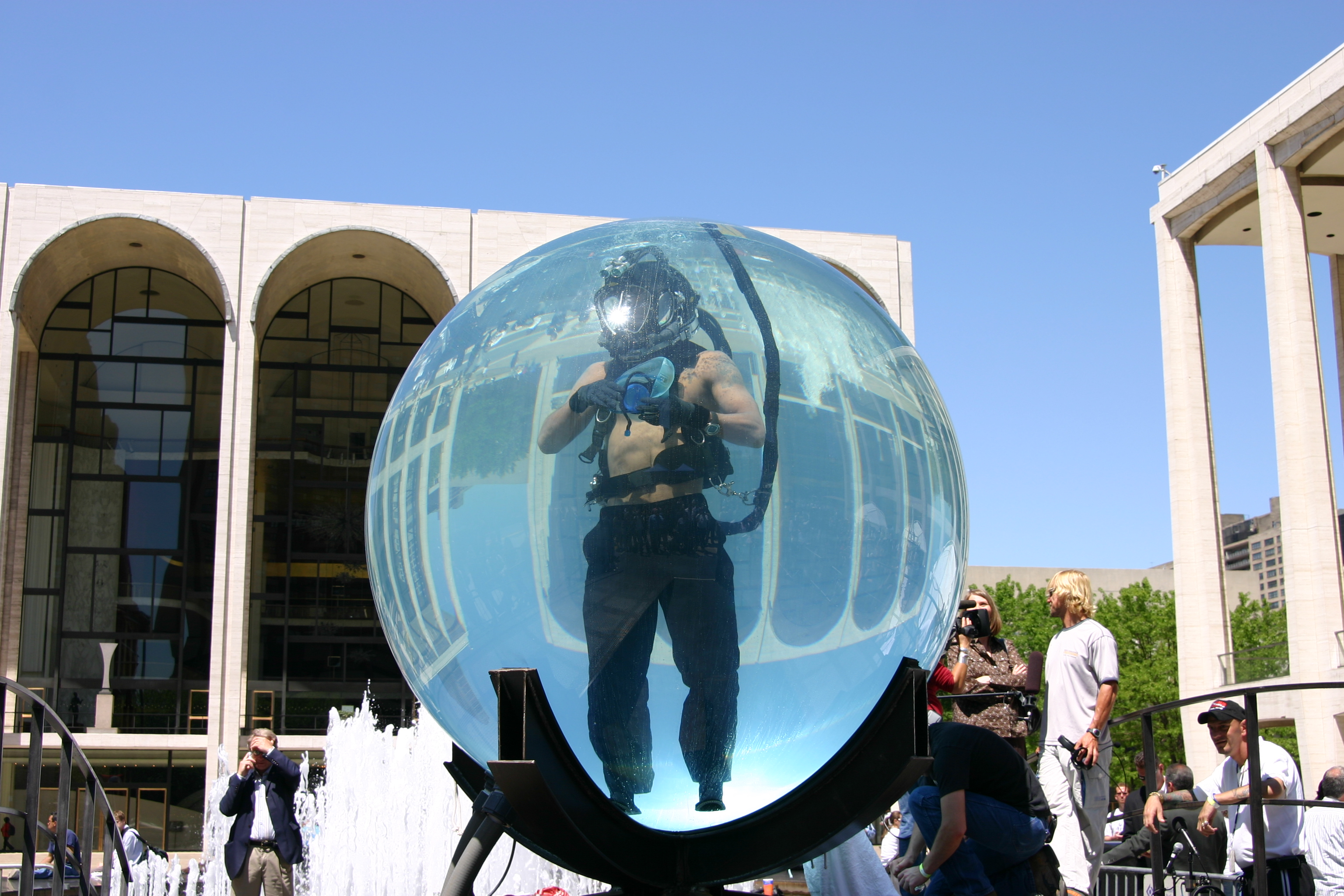
Blaine realizando a façanha Drowned Alive em maio de 2006.

Em 1.º de maio de 2006, Blaine começou sua façanha Drowned Alive, que durou sete dias e envolveu uma submersão em uma esfera cheia de água de 2,4 m de diâmetro contendo solução salina isotônica em frente ao Lincoln Center, na cidade de Nova York. No final da manobra, Blaine tentou se libertar das algemas e correntes após sair da esfera. Após a façanha, Blaine fez um acordo com pesquisadores da Universidade de Yale para monitorá-lo a fim de estudar a reação fisiológica humana à submersão prolongada.
Blaine permaneceu ligado a um tubo onde respirava e recebia nutrição, no total foram 177 horas dentro da água direto. Para finalizar Blaine tinha mais uma etapa, tentar bater o recorde debaixo d´água sem respirar que é de 8 mins 58s, porém com 7 min 30s ele passou mal e acabou sendo resgatado por mergulhadores.

### Giroscópio (2006)
Aconteceu no dia 21 de Novembro de 2006 quando foi colocado em um Giroscópio gigante elevado a uma altura equivalente a 50 pés, o local escolhido fora novamente a cidade de Nova York, ele permaneceu girando cerca de 8 voltas por minuto durante mais ou menos 2 dias quando teve de se livrar de correntes colocadas posteriormente e com o equipamento girando mais rápido, Blaine conseguiu se soltar e pular sobre um plataforma, em seguida foi direto para o hospital de táxi.
Com o objetivo concluído Blaine realizou em seguida uma promessa que fez antes de iniciar o desafio, levar 100 crianças do Exército da Salvação para uma tarde de compras, onde cada uma recebeu um vale-presente no valor de US$ 500.

### Livro dos recordes (2008)
Blaine apareceu no episódio de 30 de abril de 2008 do The Oprah Winfrey Show para tentar quebrar o Recorde Mundial do Guinness Book para apneia estática assistida por oxigênio, após sua falha em quebrar o então recorde de apneia estática não assistida em sua tentativa anterior no Drowned Alive. O recorde anterior foi estabelecido por Peter Colat da Suíça em 10 de fevereiro de 2008.
Antes de entrar no tanque de água de 6,8 metros cúbicos (1.800 galões americanos), Blaine passou 23 minutos inalando oxigênio puro. Blaine prendeu a respiração por 17 minutos e 2 segundos, ultrapassando a marca anterior de Colat de 16 minutos e 32 segundos. Este recorde durou quase quatro meses e meio, até ser superado por Tom Sietas em 19 de setembro de 2008.

### Mergulho da Morte (2008)

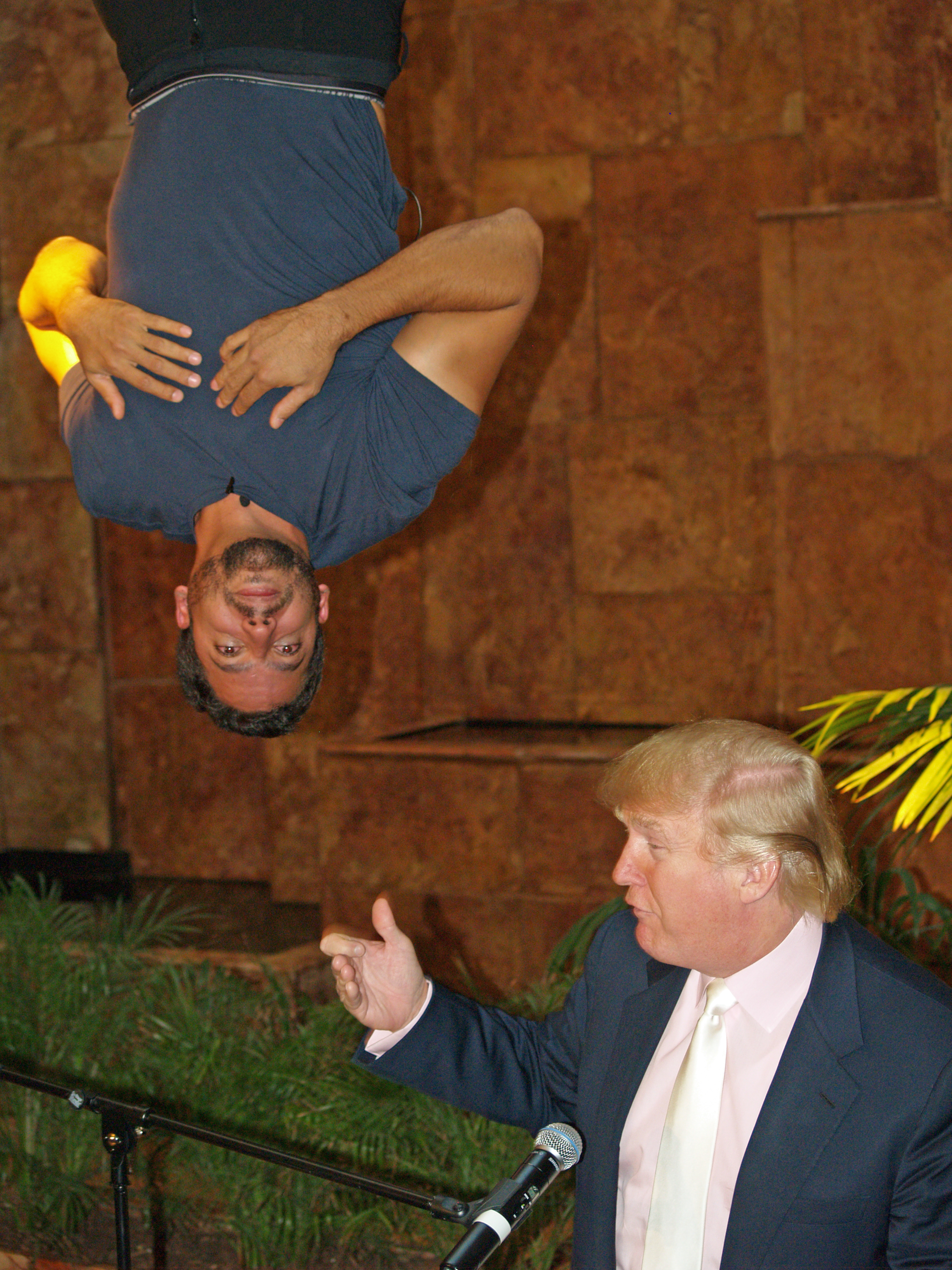
Donald Trump e Blaine anunciam o evento na Trump Tower

Blaine planejou um novo desafio junto com Donald Trump intitulado The Upside Down Man. Mais tarde o nome mudou para Dive of Death. No dia 22 de Setembro de 2008 Blaine iniciou mais um desafio em sua carreira, ficou 60 horas pendurado de cabeça para baixo através de um cabo ligado a um enorme andaime construído sobre a pista de patinação no gelo no Central Park, em Nova Iorque. Ele ficou sem comer nem dormir mas tirava intervalos para beber água e fazer exames médicos.
Blaine interagiu com as pessoas, após as primeiras horas sentiu certo desconforto - "Sabia que não seria fácil, mas é pior do que pensei", afirmou, depois se acostumou com a situação e teve tempo e força para assinar autógrafos, tirar fotos e até fazer truques com cartas de baralho, tudo isso enquanto estava suspenso. O médico que o acompanhou alertou para os perigos; estava preocupado, pois uma pessoa de cabeça para baixo corre o risco de sofrer coágulo ou romper alguma veia no cérebro por causa da grande pressão que o sangue acaba exercendo na cabeça.
O fim do espetáculo ocorreu no dia 25 de Setembro com um transmissão ao vivo na televisão, não faltaram mensagens como "não tente isso em casa", exibida várias vezes. Para se livrar do cabo Blaine garantiu mais um truque para seus fãs. Depois da suspensão, ele pulou do andaime de 13,4 metros, balançando por um cabo atado a balões. Então, ele subiu e aparentemente desapareceu no céu.

### O que é magia? (2010)
Neste especial de televisão de 42 minutos realizado em 2010, Blaine fez a ilusão de pegar uma bala calibre .22 disparada de um rifle em um pequeno copo de metal em sua boca. O especial também apresentou imagens de 2008 de Blaine em Nova Orleans se apresentando para pessoas afetadas pelo furacão Katrina.

### Eletrificado (2012)
Em 5 de outubro de 2012, Blaine começou a realizar uma acrobacia de resistência de 72 horas chamada Electrified: One Million Volts Always On no topo de um pilar de 22 pés de altura no Pier 54 em Nova York, que foi transmitido ao vivo no YouTube. Durante a acrobacia, Blaine ficou no pilar rodeado por sete bobinas de Tesla, produzindo uma descarga elétrica de um milhão de volts ou mais continuamente. As bobinas foram direcionadas a Blaine durante toda a manobra de resistência, durante a qual ele não comia nem dormia. Ele usava 34 libras (15 quilos) de equipamento, incluindo uma cota de malha e um traje Faraday, projetados para evitar que a corrente elétrica passasse pelo corpo. John Belcher, um professor de física do Massachusetts Institute of Technology, teria dito: "Ele tem um traje de condução, toda a corrente está passando pelo traje, nada através de seu corpo. Não há perigo nisso, pelo que vejo".
À noite, Blaine tremia incontrolavelmente com o tempo frio. O New York Times publicou um artigo descrevendo a ciência por trás da proeza de Blaine. Membros do público eram capazes de controlar o padrão da corrente elétrica acessando telas, e os músicos Pharrell Williams e Andrew WK realizavam solos em um teclado que controlava a descarga elétrica. O evento foi encerrado no dia 8 de outubro de 2012 às 20h44. Blaine conseguiu ir embora com ajuda e foi transportado para um hospital para um exame médico. Blaine doou duas bobinas Tesla para o Liberty Science Center em Jersey City, New Jersey para serem exibidas permanentemente.

### Ascensão (2020)
A façanha chamada de David Blaine Ascension teve Blaine flutuando enquanto segurava um grupo de 52 balões cheios de hélio usando um arnês. Estava programado para acontecer em 31 de agosto, em Nova York, mas foi realizado no dia 2 de setembro de 2020 em Page, Arizona. O evento foi transmitido ao vivo no YouTube como um programa YouTube Originals. Blaine conseguiu chegar a uma altitude de 24.900 pés (7,6 km) acima do nível do mar (mais de 20.000 pés (6,1 km) acima do nível do solo), antes de soltar seus balões e saltar de pára-quedas em direção a uma ravina plana próximo à zona de pouso inicialmente planejada. Ele pousou com sucesso e sem danos, tendo sido em seguida resgatado por um helicóptero de sua equipe.
Antes de realizar esse desafio, Blaine precisou de um ano e meio de treinamentos. Nesse período ele obteve uma licença de piloto, uma carteira de motorista de balão de ar quente e uma certificação de paraquedas após mais de 500 saltos. Ele esteve acompanhado de sua filha antes do voo e revelou que sua inspiração foi o curta O Balão Vermelho, de 1956 no qual uma criança sobrevoa Paris segurando balões. Antes de se soltar dos balões Blaine precisou usar uma máscara de oxigênio e enfrentou temperaturas abaixo de 22 graus celsius.

## Filantropia e caridade

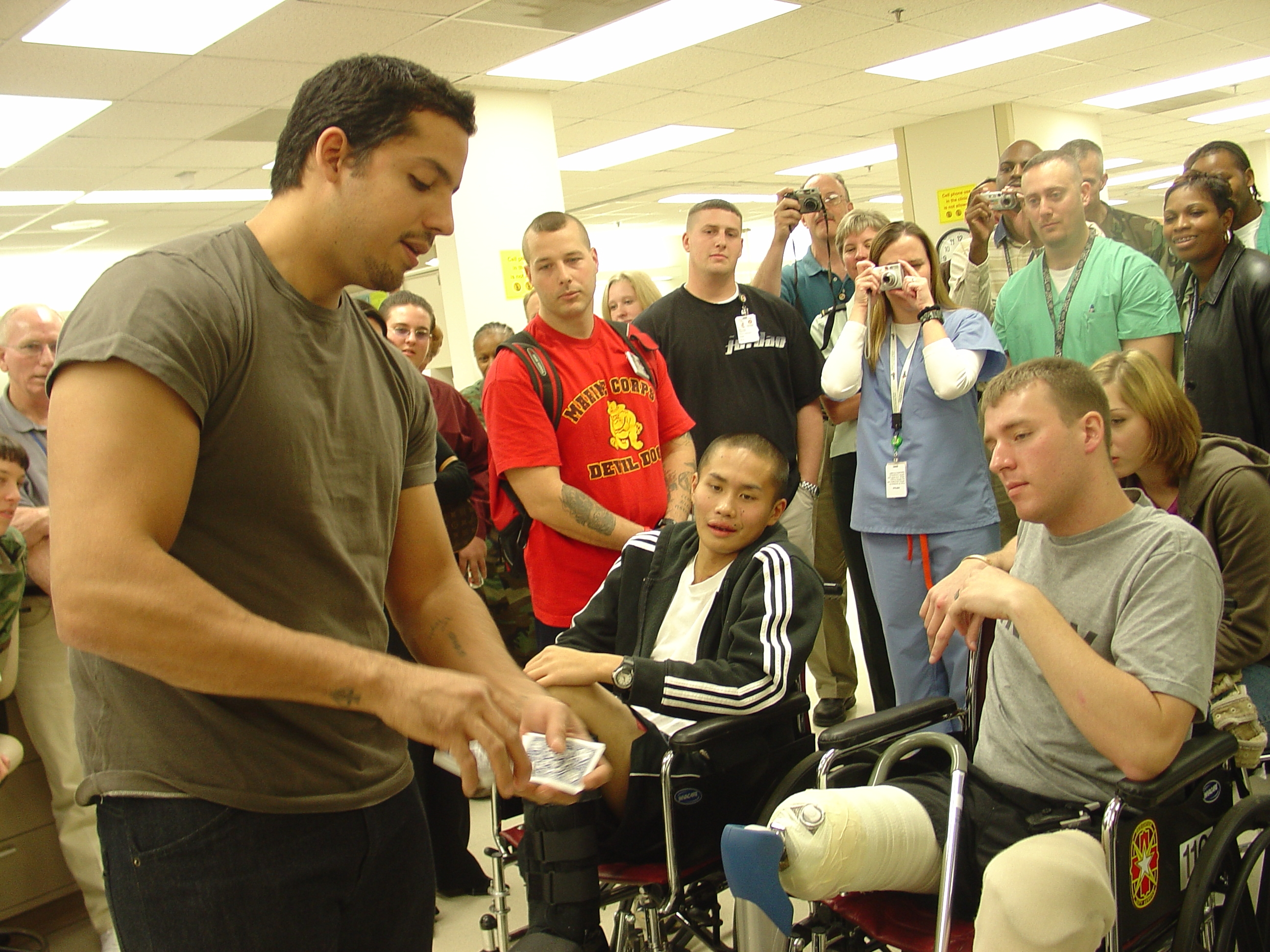
Blaine no Brooke Army Medical Center, 2005

Blaine faz uma visita anual para se apresentar em hospitais infantis e unidades de queimados nos Estados Unidos e em outros lugares. Ele se apresentou no Hole in the Wall Gang Camp, um acampamento de verão para crianças diagnosticadas com doenças graves, e liderou 100 crianças em uma maratona de compras financiada pela Target e selecionada pelo Exército de Salvação.
Em novembro de 2006, Blaine realizou uma acrobacia na Times Square em Nova York em apoio ao Exército de Salvação. Depois de 52 horas, Blaine escapou das algemas que o prendiam em um giroscópio giratório suspenso acima do solo. Blaine disse que essa proeza foi particularmente importante para ele, já que o Exército de Salvação o forneceu roupas quando ele era criança.
Em 15 de janeiro de 2010, Blaine voltou à Times Square para realizar o "Magic for Haiti", uma performance de 72 horas que arrecadou cerca de US$ 100.000 para ajudar vítimas do terremoto no Haiti. Blaine também doou duas Bobinas Tesla de US$ 1 milhão para o Liberty Science Center depois de realizar uma maciça manobra de eletricidade.

## Vida pessoal
Blaine e sua ex-companheira, Alizée Guinochet, têm uma filha, Dessa, nascida por volta de 2011.